# Baboo Nimal
Baburao Narasappa "Baboo" Nimal  (15. ožujka 1908. — 21. veljače 1998.) je bivši indijski hokejaš na travi. 
Osvojio je zlatno odličje na hokejaškom turniru na Olimpijskim igrama 1936. u Berlinu igrajući za Britansku Indiju. Odigrao je 3 susreta, uključujući i završnicu. Igrao je na mjestu braniča.

## Vanjske poveznice
- Profil na Database Olympics